# مجلة قريش
مجلة قريش، تعتبر من المجلات التي صدرت في مكة المكرمة غرة جمادى الأولى 1379 هـ الموافق 2 نوفمبر 1959م بتأسيسِ من الأستاذ أحمد محمد السباعي.

## صدور مجلة قريش
صدرت مجلة قريش في 16 صفحة بمقاس 45×60، والسباعي صاحبها ورئيس تحريرها، ومن العدد 25 المؤرخ في 30 شوال من عام 1379هـ أُسندت سكرتارية التحرير للاستاذ محمد عبد الله مليباري، وتولى سكرتارية التحرير في المجلة بعد الأستاذ المليباري الأستاذان عبد الله احمد الداري وعلي مهدي الشنواح.

## أوقات صدورها
كانت المجلة تصدر كونها أسبوعية كل يوم أثنين، ثم أصبحت تصدر يوم الأربعاء، وكان الاشتراك فيها 17 ريال داخل المملكة، وخارجها تُضاف قيمة البريد، وقيمة العدد 8 قروش.

## سمات المجلة
- كانت المجلة تهتم بالرياضة، وتنشر أخبار الأندية والألعاب الرياضية، والتعليقات الرياضية
- كانت المجلة تصدر بلونين أحمر الخاص بأرضية الصفحات، وهو اللون الثابت في جميع اعدادها، وأسود لجميع مواد المجلة
- أدخلت المجلة التصوير الكاريكاتير الذي يهدف لمعالجة المشاكل المحلية والسياسية والفكاهية، وقد يشمل الكاريكاتير صفحة كاملة
- خصصت المجلة صفحتها الأخيرة للشعبيات، حيث تعالج المشاكل الداخلية باللغة الشعبية الدارجة، والأمثال الشعبية باللغة العامية
- كان السباعي حريصاً على تلبية رغبات القراء، وانتقاء الأبواب التي تدفعهم إلى قراءة المجلة؛ فقد نُشر في العدد 91 المؤرخ في ربيع الأول من عام 1391هـ استفتاء لقراء المجلة بمناسبة عيد ميلادها الثاني، وخصص ثلاث جوائز تُمنح للأجابات الصائبة.[5]

## توقف المجلة
صدرت المجلة في سنتها الأخيرة على شكل جرائد، وبحجم الجرائد العادية 58×88 في 8 صفحات، ولا يميزها عن الجرائد إلا الاسم فقط؛ فقد كُتب تحت اسمها" قريش - مجلة اسبوعية تعنى بشئون الادب والحياة"، وقد استمرت قريش في الصدور أربع سنوات وستة أشهر، ثم توقفت عن الصدور بعد صدور نظام المؤسسات الصحفية، وصدر منها 219 عدداً، وآخر عدد صدر منها العدد الذي يحمل رقم 219 المؤرخ في شوال 1383 هـ الموافق 10 مارس 1964م من السنة الخامسة.

## انظر ايضاً
- مكة المكرمة
- مجلة المنهل